# Кони Уилис
Кони Уилис (на английски: Connie Willis (Constance Elaine Trimmer Willis)) е автор на научна фантастика. Тя е спечелила единайсет „Хюго“ и седем награди „Небюла“ – повече големи награди, отколкото всеки друг писател. Най-скорошното ѝ постижение е Хюго и Небюла за най-добър роман през 2010 г. за „Blackout/All Clear“. През 2009 г. е включена в Залата на славата на научната фантастика, а през 2011 г. става 28-ия Гранд Мастър.
Няколко от нейните творби включват пътуване във времето от студенти по история в Оксфордският университет от бъдещето. Това са разказът „Fire Watch“ (1982) и романите „Книга за страшния съд“ (1992), „To Say Nothing of the Dog“ (1998), и „Blackout/All Clear“. Четирите произведения печелят „Хюго“ и всички без „To Say Nothing of the Dog“ – „Небюла“.

## Биография
Уилис завършва Щатският колеж на Колорадо, настоящият Университет на северно Колорадо. Живее в Грийли, Колорадо със съпругът си Кортни Уилис, бивш професор по физика в Университетът на северно Колорадо. Имат една дъщеря – Корделия Уилис.
Първата публикувана история на Уилис е „The Secret of Santa Titicaca“ през 1970 г. Следват поне още 7 разказа (1978–1981) преди дебютният ѝ роман „Water Witch“ в съавторство със Синтия Фелис, който е издаден през 1982 г. Същата година получава финансиране от Националната фондация за изкуствата, напуска работата си като учител и се отдава изцяло на писателска дейност.

### Романи
- Water Witch (1982) – със Синтия Фелис
- Lincoln's Dreams (1987) – печели Мемориална награда Джон Кемпбъл, номинация за награда Локус (1988)
- Light Raid (1989) – със Синтия Фелис
- Doomsday Book (1992) – печели награда Небюла и номинация за Награда на Британската асоциация за научна фантастика (1992); печели награда Хюго и Локус, номинирана за Награда на името на Артър Кларк (1993)
Книга на страшния съд, изд.Бард (1998)[2]
- Remake (1994) – номинирана за Хюго (1996)
- Uncharted Territory (1994)
- Bellwether (1996) – номинирана за Небюла (1997)
- Promised Land (1997) – със Синтия Фелис
- To Say Nothing of the Dog (1998) – номинирана за Небюла (1998); печели Хюго и Локус (1999)
- Passage (2001) – номинация на Небюла (2001); печели Локус, номинирана за Хюго и Артър Кларк (2002)
- Inside Job (2005)
- D.A. (2007)
- All Seated on the Ground (2007)
- Blackout/All Clear (2010) – печели Небюла (2010), Хюго и Локус (2011)
- All About Emily (2011)

### Сборници
- Fire Watch (1984), разказът с това заглавие печели Хюго и Небюла през 1982 г.
- Impossible Things (1993) – съдържа три творби печелили Небюла, два от които имат и Хюго
- Futures Imperfect (1996) – съдържа Uncharted Territory, Remake и Bellwether.
- Even the Queen: And Other Short Stories (1998) – запис на 5 разказа, прочетени от Кони Уилис, включва „Even the Queen“, „Death on the Nile“ и „At the Rialto“
- Miracle and Other Christmas Stories (1999)
- The Winds of Marble Arch and Other Stories: A Connie Willis Compendium (2007)
- The Best of Connie Willis: Award-Winning Stories (2013)

### Разкази
- „Samaritan“ (1978)
- „Capra Corn“ (1978)
- „Daisy, in the Sun“ (1979)
- „And Come from Miles Around“ (1979)
- „The Child Who Cries for the Moon“ (1981)
- „Distress Call“ (1981)
- „A Letter from the Clearys“ (1982)
- „Fire Watch“ (1982)
- „Service For the Burial of the Dead“ (1982)
- „Lost and Found“ (1982)
- „The Father of the Bride“ (1982)
- „Mail Order Clone“ (1982)
- „And Also Much Cattle“ (1982)
- „The Sidon in the Mirror“ (1983)
- „A Little Moonshine“ (1983)
- „Blued Moon“ (1984)
- „Cash Crop“ (1984)
- „Substitution Trick“ (1985)
- „The Curse of Kings“ (1985)
- „All My Darling Daughters“ (1985)
- „And Who Would Pity a Swan?“ (1985)
- „With Friends Like These“ (1985)
- „Chance“ (1986)
- „Spice Pogrom“ (1986)
- „The Pony“ (1986)
- „Schwarzschild Radius“ (1987)
- „Circus Story“ (1987)
- „Lord of Hosts“ (1987)
- „Ado“ (1988)
- „The Last of the Winnebagos“ (1988)
- „Dilemma“ (1989)
- „Time Out“ (1989)
- „At the Rialto“ (1989)
- „Cibola“ (1990)
- „Miracle“ (1991)
- „In the Late Cretaceous“ (1991)
- „Even the Queen“ (1992)
- „Inn“ (1993)
- „Close Encounter“ (1993)
- „Death on the Nile“ (1993)
- „A New Theory Explaining the Unpredictability of Forecasting the Weather“ (1993)
- „Why the World Didn't End Last Tuesday“ (1994)
- „Adaptation“ (1994)
- „The Soul Selects Her Own Society: Invasion and Repulsion: A Chronological Reinterpretation of Two of Emily Dickinson's Poems: A Wellsian Perspective“ (1996)
- „In Coppelius's Toyshop“ (1996)
- „Nonstop to Portales“ (1996)
- „Newsletter“ (1997)
- „Cat's paw“ (1999)
- „Epiphany“ (1999)
- „The Winds of Marble Arch“ (1999)
- „deck.halls@boughs/holly“ (2001)
- „Just Like the Ones We Used to Know“ (2003)
- „New Hat“ (2008)